# Староселье (Вяземский район)
Староселье — деревня в Вяземском районе Смоленской области России. Входит в состав Каснянского сельского поселения. 
Расположена в восточной части области в 15 км к северу от Вязьмы, в 4 км восточнее автодороги Р134 «Старая Смоленская дорога» Смоленск — Дорогобуж — Вязьма — Зубцов, на берегу реки Касня. В 1 км севернее деревни расположена железнодорожная станция Касня на линии Вязьма — Ржев. 

## История
В годы Великой Отечественной войны деревня была оккупирована гитлеровскими войсками в октябре 1941 года, освобождена в марте 1943 года.